# Алюмосилікати
Алюмосиліка́ти, алюміносилікати (від алюміній і силікати) — солі катіонів лужних і лужноземельних металів (зокрема K+, Na+, Ca2+, Ba2+) та аніонів загальної структури [AlSinO2n+2]– і [Al2SinO2n+2] 2–. Природні алюмосилікати — це група мінералів з великим вмістом алюмінію, виділена 1891 року В. І. Вернадським з класу силікатів,

## Загальний опис
За визначенням Вернадського, глинозем і кремнезем відіграють в алюмосилікатах однакову роль, обидва є кислотними ангідридами, а самі Алюмосилікати та їхні аналоги розглядаються як похідні комплексних кремнеглиноземистих та аналогічних ангідридів. Рентгеноструктурні аналізи підтвердили погляди В. І. Вернадського на роль алюмінію в конституції силікатів і дозволили розділити силікати, що містять алюміній, на дві групи — алюмосилікати і силікати алюмінію.
Тепер алюмосилікатами називають тільки такі силікати, в яких алюміній, подібно до кремнію, має четверну координацію (тобто кожний атом алюмінію оточують 4 атоми кисню) і навіть може ізоморфно заміщувати кремній (наприклад, польові шпати, цеоліти, слюди та ін.). Таким чином, в алюмінатів роль глинозему є близькою (але не тотожною) до ролі кремнезему.
Алюмосилікати мають густину менше 2890 кг/м³.
До алюмосилікатів належать польові шпати, фельдшпатоїди, цеоліти, скаполіти, слюди, пермутити та інші.
До силікатів алюмінію належать гранати, каолін тощо.
Алюмосилікати — одна з основних складових більшості порід земної кори (вивержених, уламкових і осадових). Загалом вони складають понад 50 % об'єму верхньої частини літосфери. У складі гранітів алюмосилікати становлять 65-75 % (за об'ємом).
Алюмосилікати відрізняються від силікатів алюмінію меншою твердістю та кислотостійкістю, заниженим світлозаломленням, меншою величиною питомої ваги, ясним забарвленням тощо.